# جوستين إدواردز
جوستين إدواردز (بالإنجليزية: Justin Edwards)‏ هو ممثل بريطاني، ولد في 14 فبراير 1972 في المملكة المتحدة.

## أعمال

### أفلام
- (2013) العالم المظلم[6][7][8]
- (2015) بيل
- (2017) وفاة ستالين

## وصلات خارجية
- جوستين إدواردز على موقع IMDb (الإنجليزية)
- جوستين إدواردز على موقع ميوزك برينز (الإنجليزية)
- جوستين إدواردز على موقع قاعدة بيانات الفيلم (الإنجليزية)